# 1956-os magyar úszóbajnokság
Az 1956-os magyar úszóbajnokságot júliusban rendezték a Nemzeti Sportuszodában.

## Eredmények

### Férfiak
| Versenyszám                    | Arany                                                               | Arany   | Ezüst                                                       | Ezüst   | Bronz                                                                | Bronz   |
| ------------------------------ | ------------------------------------------------------------------- | ------- | ----------------------------------------------------------- | ------- | -------------------------------------------------------------------- | ------- |
| 100 m gyorsúszás július 6.     | Nyéki Imre Bp. Honvéd                                               | 58,0    | Dobai Gyula Bástya VTSK                                     | 58,3    | Kárpáti György Bp. Kinizsi                                           | 58,8    |
| 200 m gyorsúszás július 7.     | Áts Jenő Bp. Kinizsi                                                | 2:10,5  | Kettesy Gusztáv Bp. Honvéd                                  | 2:12,6  | Dömötör Zoltán Bp. Dózsa                                             | 2:13,3  |
| 400 m gyorsúszás július 6.     | Záborszky Sándor Bp. Kinizsi                                        | 4:40,0  | Kanizsa Tivadar Szolnoki Dózsa                              | 4:42,4  | Csordás György Bp. Kinizsi                                           | 4:42,9  |
| 1500 m gyorsúszás július 8.    | Záborszky Sándor Bp. Kinizsi                                        | 18:46,7 | Csordás György Bp. Kinizsi                                  | 19:11,2 | Schuszter György Bp. Dózsa                                           | 19:48,4 |
| 100 m hátúszás július 6.       | Magyar László Bp. Dózsa                                             | 1:05,8  | Kovács Miklós Bp. Kinizsi                                   | 1:08,1  | Müller György Bp. Dózsa                                              | 1:08,2  |
| 200 m mellúszás július 7.      | Utassy Sándor Egri Bástya                                           | 2:43,6  | Fábián Béla TTK Haladás                                     | 2:44,0  | Aradi László Bp. Törekvés                                            | 2:49,8  |
| 200 m pillangóúszás július 6.  | Áts Jenő Bp. Kinizsi                                                | 2:26,3  | Tumpek György Bp. Honvéd                                    | 2:28,0  | Fejér Zsolt Bp. Vörös Meteor                                         | 2:36,5  |
| 4 × 200 m gyorsváltó július 8. | Bp. Kinizsi Kárpáti György Csordás György Záborszky Sándor Áts Jenő | 8:52,0  | Bp. Dózsa Hanák Till László Dömötör Zoltán Schuszter György | 8:55,6  | Bp. Honvéd Kettesi Gusztáv Gyöngyösi László Nyéki Imre Tumpek György | 8:58,0  |

### Nők
| Versenyszám                    | Arany                                                                  | Arany  | Ezüst                                                               | Ezüst  | Bronz                                                    | Bronz  |
| ------------------------------ | ---------------------------------------------------------------------- | ------ | ------------------------------------------------------------------- | ------ | -------------------------------------------------------- | ------ |
| 100 m gyorsúszás július 6.     | Gyenge Valéria Bp. Törekvés                                            | 1:04,8 | Ördögh Zsuzsanna Bp. Honvéd                                         | 1:05,8 | Littomeritzky Mária Bp. Törekvés                         | 1:06,5 |
| 400 m gyorsúszás július 7.     | Gyenge Valéria Bp. Törekvés                                            | 5:08,6 | Székely Ripszima Bp. Kinizsi                                        | 5:15,0 | Székely Éva Bp. Törekvés                                 | 5:18,5 |
| 100 m hátúszás július 7.       | Pajor Éva Bp. Dózsa                                                    | 1:15,4 | Szász Magda Bp. Honvéd                                              | 1:16,9 | Temes Judit Orvostudományi Egyetem Haladás               | 1:18,3 |
| 200 m mellúszás július 8.      | Killermann Klára Bp. Kinizsi                                           | 2:56,7 | Kárpáti Vera Bp. Kinizsi                                            | 3:01,0 | Bács Erzsébet Bp. Dózsa                                  | 3:04,7 |
| 100 m pillangóúszás július 7.  | Littomeritzky Mária Bp. Törekvés                                       | 1:13,6 | Gebhardt Gizella Bp. Vörös Meteor                                   | 1:24,0 | Hedl Éva Bp. Vörös Meteor                                | 1:26,0 |
| 4 × 100 m gyorsváltó július 8. | Bp. Törekvés Székely Éva Sebő Ágota Littomeritzky Mária Gyenge Valéria | 4:30,3 | Bp. Kinizsi Kárpáti Killermann Klára Székely Ripszima Szőke Katalin | 4:57,5 | Egri Bástya Nagy Éva Huszár Csuhány Mária Gyergyák Magda | 5:10,3 |